# دمیر دمیرف
دمیر دمیرف (بلغاری: Демир Демирев؛ زادهٔ ۳۱ اوت ۱۹۸۴) وزنه‌بردار اهل بلغارستان است.
وی در مسابقات کشوری و بین‌المللی در مجموع برندهٔ ۲ مدال طلا، ۲ مدال برنز شده‌است.